# Acca sellowiana
Acca sellowiana (feijoa), maleno zimzeleno stablo ili višegodišnji grm (nanofanerofit ili fanerofit) s područja Južne Amerike rasprostranjeno u južnom Brazilu (Minas Gerais), sjeveroistočnoj Argentini (Misiones) i Urugvaju. Pripada porodici mirtovki (Myrtaceae), a danas se uzgaja širom svijeta, pa ga ima i u Australiji, Južnoafričkoj Republici, Azerbajdžanu, Novom Zelandu, Sjedinjenim Državama i drugdje, uključujući i Island te u botaničkom vrtu u Grazu u Austriji. U Novom Zelandu je popularno po vrtovima. Voće je van njegove domovine rijetko zbog utjecaja vremena, a kada ga ima zbog potražnje postiže visoke cijene.
Njemački botaničar Otto Karl Berg ovo drvo nazvao je feijoa u čast portugalskom botaničaru João da Silva Feijói.

## Opis
Drvo rađa zelenim plodom elipsoidnog oblika veličine kokošjeg jajeta. Meso mu je sočno i slatko, aromatičnog okusa. Jede se tako da se plod prereže napola i meso iznutra vadi žlicom.
List feijoe je dužine 4 - 8 cm, elipsastog oblika, s gornje strane tamnozelen, a s donje dlkakav i nešto svjetliji. Cvijet se formira u podnožju listova, bijele boje i s dugim crvenim prašnicima. 
Plod je duguljast i jajastog oblika, dužine 4 - 6 cm, u kojem se nalaze sjemenke. 

## Uzgoj
Prema uzgajivačima, ova biljka nema nikakvih bolesti i dobro podnosi hladniju temperaturu premda je iz suptropskih krajeva, zimi može izdržati do -10°C.

## Galerija
- Voće feijoe
- cvjetovi
- Mlada biljka